# 上村 (熊本県天草郡)
上村（かみむら）は熊本県の天草諸島、大矢野島に存在していた村。

## 歴史
- 1868年（明治元年）12月末 - 戸数984戸、人口7322人[1]
- 1874年（明治7年） - 千束蔵々島が登立村に編入。
- 1880年（明治13年） - 湯島が湯島村に分立。
- 1889年（明治22年）4月1日 - 町村制の施行に伴い、上村が単独で自治体を形成。（戸数856戸、人口4702人）[1]
- 1954年（昭和29年）4月1日 - 上村が湯島村・登立町・中村・維和村と合併して大矢野町が発足。